# Photobionte
On désigne sous le nom de photobiontes des organismes doués de capacités de photosynthèse et engagés dans une association de type symbiotique. Ce terme s’applique le plus souvent au cas des champignons lichénisés (lichens) associant un champignon (mycobionte) à une algue verte ou une cyanobactérie (photobionte), mais il est parfois utilisé pour d’autres symbioses, y compris animales.